# Campeonato Paraense de Futebol de 1979
O Campeonato Paraense de Futebol de 1979 foi a 67.ª edição da principal divisão do futebol do Pará. Organizada pela Federação Paraense de Futebol, a competição contou com a participação de sete clubes. O Remo sagrou-se campeão, conquistando seu 28º título estadual, enquanto o Paysandu ficou com o vice-campeonato. Bira, do Remo, foi o maior goleador do certame, com 32 gols marcados.
Com a conquista do título paraense, o Remo também conseguiu o direito de participar da Taça de Ouro de 1980, nome oficial do Campeonato Brasileiro daquele ano. Já Paysandu e Tuna Luso (terceira colocada paraense) qualificaram-se para Taça de Prata de 1980, a segunda divisão nacional para aquela temporada.

## Participantes
| Equipe             | Cidade | Títulos (mais recente) | Part. |
| ------------------ | ------ | ---------------------- | ----- |
| Liberato de Castro | Belém  | 0 (não possui)         | 15    |
| Paysandu           | Belém  | 29 (1976)              | 63    |
| Remo               | Belém  | 27 (1978)              | 63    |
| Sport Belém        | Belém  | 0 (não possui)         | 12    |
| Tiradentes-PA      | Belém  | 0 (não possui)         | 6     |
| Tuna Luso          | Belém  | 8 (1970)               | 45    |

## Premiação
| Campeonato Paraense de 1979  |
| Belém                        |
| ---------------------------- |
| Remo Tricampeão (28º título) |